# Неман-Белкард
«Неман-Белкард» — футбольный клуб из города Гродно. Основан в 1992 году под названием «Кардан Флайерс». В сезонах 1992/93 — 1993/94 команда играла во второй лиге. С сезона 1994/95 «Кардан Флайерс» выступал в первой лиге. Перед сезоном 1998 команда была переименована в «Белкард», на следующий год объединилась с клубом «Неман» Гродно. В 2006 году команда была воссоздана на базе спортивного общества «Динамо» и ОАО «Белкард». Расформирована в конце 2012.
В 2006 году занял первое место во Второй лиге, с 2007 по 2011 годы выступал в Первой лиге. В 2012 выступал во второй лиге и занял 9-е место.

## Названия клуба
- «Кардан Флайерс» (1992—1997)
- «Белкард» (1998)
- «Динамо-Белкард» (2006—2008)
- «Белкард» (2009—2012)
- «Неман-Белкард» (2022—н. в.)

## Достижения
- Высшее достижение в чемпионате Беларуси — 7 место в Первой лиге (2008).
- Высшее достижение в Кубке Беларуси — 1/8 финала (2008/2009, 2011/2012).
- Чемпион Второй лиги (2006).

## Выступление в чемпионатах Беларуси
| Сезон | Лига | И  | В  | Н | П  | М      | О  | Место   | Прим. | Бомбардир                   |
| ----- | ---- | -- | -- | - | -- | ------ | -- | ------- | ----- | --------------------------- |
| 2006  | Д3   | 32 | 26 | 5 | 1  | 105-18 | 83 | 1 (17)  |       |                             |
| 2007  | Д2   | 26 | 11 | 3 | 12 | 33-37  | 36 | 8 (14)  |       |                             |
| 2008  | Д2   | 26 | 11 | 2 | 13 | 38-32  | 35 | 7 (14)  |       |                             |
| 2009  | Д2   | 26 | 8  | 5 | 13 | 23-34  | 29 | 9 (14)  |       | И.Герман — 6                |
| 2010  | Д2   | 30 | 8  | 6 | 16 | 25-40  | 30 | 13 (16) |       | С.Траскевич, Е.Козич — по 8 |
| 2011  | Д2   | 30 | 8  | 5 | 17 | 30-55  | 29 | 15 (16) |       | Д.Верстак — 14              |
| 2012  | Д3   | 36 | 15 | 8 | 13 | 54-45  | 53 | 9 (19)  |       | И.Заяц — 11                 |

Д2: 138 матчей: +46=21-71, мячи 149—198.

Д3: 68 матчей: +41=13-14, мячи 159-63.

## Логотипы
- История логотипов клуба
- Логотип «Белкарда» до 2012 года
- Логотип «Немана-Белкарда» с 2022 года

## Известные воспитанники
- Дмитрий Борисейко
- Сергей Кривец
- Сергей Политевич
- Павел Савицкий

## Тренеры
- Сергей Нефёдов (1992—?)
- Вячеслав Сиваков (1990е)
- Станислав Уласевич (1990е)
- Александр Антонов (2006 — май 2007)
- Дмитрий Троско (май 2007—2010)
- Павел Батюто (2011)
- Артур Кривонос (2011, и. о.)
- Владимир Семериков (2012)